# Jaguar (računalo)
Jaguar je superračunalo petaflop razine tvrtke Cray izrađeno u Oak Ridge National Laboratory (ORNL) u Oak Ridgeu, Tennessee, SAD. U studenom 2009. nalazilo se na prvom mjestu najbržih superračunala polugodišnje liste 500 najbržih superračunala na svijetu, TOP500.
Jaguar postiže 1941 teraflopsa (1,94 petaflopsa). Sastoji se od 298.592 x86 AMD Opteron 6274 16-jezgrenih procesora na frekvenciji od 2,2 GHz i rabi Linux t.zv. Cray Linux Environment. Jaguar je zapravo superračunalo Cray XK6 razvijeno na temeljima Cray XT5 superračunala.
Jaguar je nastao kao serija nadogradnji počevši s 25 teraflopsa Cray XT3 sustavam 2005. Početkom 2008. Jaguar je bio Cray XT4 s 263 teraflopsa. Tijekom 2008. dodan mu je 1,4 petaflopsa Cray XT5. Početkom 2012. Jaguar je bio Cray XT5 s 1759 teraflopsa. Tijekom 2012. iz svakog čvora XT5 dva 6-jezgrena procesora zamijenjena su sa 16-jezgrenim Opteronom 6275. Kao rezultat nadogradnji 2012. nastaje sustav s nešto manje od 300 000 jezgri povezanih Cray Gemini mrežom. Dijelovi su povezani u jedinstven sustav koristeći se mrežom InfiniBand koja povezuje datotečne sustave Spider.
Jaguar XK6 je heterogeni sustav s 18688 čvorova. Svaki čvor ima procesor AMD Opteron 6274 (Interlagos) sa 16 jezgara i 32 GB memorije. 960 čvorova sada sadrži kartice NVIDIA GPGPU compute. Krajem 2012. godine planirana je nadogradnja većom količinom čvorova pojačanih karticama GPGPU compute čime bi sustav Jaguar promijenio ime u Titan. 
Ukupna memorija Jaguara gotovo je 600 terabajta (TB).
Stariji XT5 je imao isti broj čvorova. Svaki čvor XT5 je ima AMD Opteron 2435 (Istanbul) 6-jezgreni procesor i 16 GB memorije. XT4 dio je imao 7832 čvora i opremljen je 4-jezgreni AMD Opteron 1354 (Budapest) procesorom i 8 GB memorije. Ukupna memorija Jaguara prelazi 360 terabajta (TB). XT4 dio ima 7832 čvora i opremljen je četverojezgrenim procesorom AMD Opteron 1354 (Budapest) i memorijom od 8 GB.
Jaguar koristi Lustre datotečni sustav popularno nazvan Spider na svim memorijama. Spider postiže 240 GB/s i osigurava više od 10 petabajta (PB) prostora.
Jaguar je napravljen za rješavanje najsloženijih znanstvenih problema poput klimatskih modela, obnovljive energije, seizmologije, kemije, astrofizike, fuzije itd. 80 % Jaguara alocira program DOE Innovative and Novel Computational Impact on Theory and Experiment (INCITE).
U siječnju 2010. Jaguar je proglašen za najsnažnije svjetsko superračunalo (lista TOP500). Po teorijskim performansama nalazi se na drugom mjestu, odmah iza superračunala Nebulae iz Kine.
Prema listi TOP500 nalazi se na 6. mjestu

## Vanjske poveznice
- Više informacija na Jaguar: najbrže svjetsko računalo
- Više informacija na Jaguar Cray XK6